# انگین آکیورک
انگین آکیورک (ترکی استانبولی: Engin Akyürek) (زاده ۱۲ اکتبر ۱۹۸۱ در آنکارا) بازیگر اهل ترکیه است.
از فیلم‌ها یا برنامه‌های تلویزیونی که وی در آن نقش داشته‌است می‌توان به فاطما گل، عشق پول سیاه، دختر سفیر و نام من فرح اشاره کرد.

## زندگی و تحصیلات
پدرش کارمند دولت و مادرش خانه‌دار است و یک برادر کوچکتر از خودش به نام ارن دارد.
او پس از اتمام دوران دبیرستان به دانشکده زبان جغرافیا و تاریخ دانشگاه آنکارا راه یافت و در سال ۲۰۰۲ با مدرک کارشناسی در رشته «تاریخ» فارغ‌التحصیل شد وی در طی سال‌های دانشکده در تئاترهای دانشجویی شرکت می‌کرد و پس از اتمام دوران تحصیل نیز در تئاتر ادامه کار داد.

## آشنایی با سینما و تلویزیون
آشنایی او با سینما و تلویزیون در سال ۲۰۰۴ از مسابقه «ستارگان ترکیه» شروع شد که مسابقه‌ای بود جهت شناسایی استعدادهای بازیگری جدید در ترکیه که از کانال شو تی‌وی پخش می‌شد. وی توانست مقام اول در آقایان را به خود اختصاص دهد و برن سات هم در این مسابقه نفر دوم خانم‌ها شد.

## حرفه
انگین آکیورک بلافاصله به دلیل کسب محبوبیتش در مسابقه، در سریال داماد خارجی که بین سال‌های ۲۰۰۴–۲۰۰۷ از کانال دی پخش می‌شد و تهیه‌کنندگان این سریال یائمور تایلان و دورال تایلان بودند نقش کادیر سادیک اوعلو نقشی کمدی-درام را عهده‌دار شد
او به خاطر نقش کادیر سادیک اوعلو توانست تحسین منتقدان را جلب کند و در سال ۲۰۰۶ در اولین فیلم سینمایی اش به نام «سرنوشت» در نقش جواد ظاهر شد. این فیلم برایش دو جایزه مهم به ارمغان آورد.
او برای ایفای نقش ۱۵ دقیقه‌ای جواد در این فیلم‬ در دو سال پیاپی ۲۰۰۶ و ۲۰۰۷ دو بار، دو جایزه مهم در سینمای ترکیه را دریافت کرد.
سپس در سال ۲۰۰۷ در تئاتر تلویزیونی «موسیقی رمانتیک» به کارگردانی شاکیر گورزومار که بارها از کانال دی ترکیه پخش شده‌است،
نقش کمدی یک همسایه شجاع را بازی می‌کرد.
او در خلال سال‌های ۲۰۰۷–۲۰۰۸در سریالی تاریخی به نام «کاراییلان» در نقش نیزیپلی هالیم به همراه «بولنت اینال» ظاهر شد. این سریال در مورد سال‌های اشغال «گازیان تپ» توسط فرانسوی هاست که از شبکه آ تی وی ترکیه پخش می‌شد.
آکیورک در سال ۲۰۰۸ در نقش اول سریال «بیر بولوت اولسام» یا «اگر یک ابر باشم» با داستانی قوی و زیبا و تأثیرگذار نوشته «مرال اکای» و کارگردانی «اولاش اینانچ» ظاهر شد. او به همراه ملیسا سوزن نقش به‌ یادماندنی مصطفی بولوت را به خوبی ایفا کرد.
این سریال در استان ماردین در جنوب شرقی ترکیه فیلمبرداری شد.
انگین در کار بعدی اش در سریالی به نام  fatmagül'ün suçu ne یا گناه فاطماگل چیه که در ایران به اسم فاطماگل می‌شناسند بازی کرد. این سریال که بر اساس رمانی معروف از ودات تورکالی که قبلاً هم از آن فیلمی سینمایی با بازی هولیا آوشار ساخته شده بود در نقش اول سریال به نقش کریم ایلگاز به همراه برن سات ظاهر شد. این سریال در سال‌های ۲۰۱۰–۲۰۱۱ به کارگردانی هیلال سارال و نویسندگی اجه یورنچ و ملک گنچ اوعلو ساخته شده و تا خرداد ۲۰۱۱ بازی و پخش آن در کانال دی ترکیه به پایان رسید. وی با نقش آفرینی در این سریال چندین جایزه را از آن خود کرد.
در سال ۲۰۱۴ با بازی در فیلم سینمایی یک رابطهٔ کوچک ایلول به همراه فرح زینب عبدالله و به کارگردانی و نویسندگی کرم درن که در زمستان در سینماهای ترکیه به نمایش درآمد، بازی چشمگیری به نقش تکین بولوت ظاهر شد داستان این فیلم که در جزیره تندوس ترکیه فیلمبرداری شد، دربارهٔ کاریکاتوریست معروف و خجالتی که در یک جزیره دور افتاده زندگی آرامی داشت اما ناگهان با دیدن 
ایلول دختر امروزی و ناز پرورده که برای گذراندن تعطیلات به جزیره آمده بود زندگیش دچار تحولی عظیم می‌شود.
انگین برای باور پذیرتر بودن تکین بولوت وزنش را به پایین‌تر از ۶۰ کیلوگرم رساند.
نقش تکین بولوت، بازیگر نه چندان زیبا چهره‌ای رو می‌طلبید اما بعد از مشخص شدن بازیگر تکین، منتقدان و صاحبنظران، از کرم درن (کارگردان و نویسنده) میپرسیدند که بازیگر جذابتر از انگین برای این نقش سراغ نداشتی؟!
این فیلم بر پردهٔ سینماهای ترکیه خوش درخشید و دی وی دی این فیلم زیبا هم‌اکنون در بازار موجود و در سایت آمازون.کام برای فروش موجود است.
پروژه بعدی این بازیگر سریال kara para  aşk یا عشق پول سیاه است. وی در این مجموعهٔ جذاب پلیسی- جنایی - درام در نقش کمیسر عمر دمیر به همراه طوبا بویوک‌اوستون به نقش الیف هنرنمایی می‌کند.
آکیورک در این سریال نقش یک کمیسر پلیس به نام عمر دمیر را بازی می‌کند که نزدیک مراسم نامزدی اش با دختری به نام "سیبل آنداچ" است از طرفی الیف با بازی طوبا بویوک‌اوستون از یک خانواده ثروتمند و طراح جواهر است که در ایتالیا درس خوانده، گالری جواهر دارد و به تازگی به استانبول برگشته است. در شب تولد الیف، طی اتفاقی پدر الیف و سیبل کشته می‌شوند در طی حل این پرونده جنایی اتفاقاتی برای عمر و الیف رقم می‌خورد.
این سریال توسط بیش از ۱۴۸ کشور سراسر جهان خریداری و پخش شد و توانست موفقیت زیادی را نصیب انگین کند.
کاراکتر «عمر دمیر» و نقش آفرینی فوق‌العاده انگین، علاوه بر جایزه‌های داخلی کشور ترکیه، جایزه‌ ی معتبر بین المللی سئول کره جنوبی را در سال ۲۰۱۵ از آن خود کرد.

وی برای نقش کمیسر عمر دمیر، نامزد بهترین بازیگر مرد جایزه معتبر بین المللی امی کشور آمریکا گردید که در ماه نوامبر سال ۲۰۱۵ برگزار شد.
او در سال ۲۰۱۷ در سریال تا حد مرگ olene kadar با فخریه اوجن همبازی شد این سریال از کانالA TV پخش می‌شد و فروش بالایی در کشورهای خارجی داشت اما به دلیل ریتینگ پایین در ترکیه به فینال زود هنگام رسید و در ۱۳ قسمت پایان یافت این سریال در کشورهای خارجی با نام Eternal شناخته شده‌است.انگین در سال ۲۰۱۹ با سریال sefirin kızı یا دختر سفیر در نقش سانجار افه اوعلو به تلویزیون بازگشت. نقش مقابل انگین را نسلیهان آتاگول با کاراکتر ناره چلبی ایفا کرد.دختر سفیر از شبکه star tv پخش شد و انگین مانند بقیه نقش هایش در این سریال درخشید.
او پس از سریال دختر سفیر به استراحت پرداخت و تا الان در حال تفریح و استراحت است.

## فیلم‌شناسی

### فیلم‌ها
| عنوان               | سال  | نقش             |
| ------------------- | ---- | --------------- |
| سرنوشت              | ۲۰۰۶ | جواد            |
| یک رابطه کوچک ایلول | ۲۰۱۴ | تکین بولوت (تک) |
| بچه ها به تو امانت  | ۲۰۱۸ | کرم             |
| یک عشق دو زندگی     | ۲۰۱۹ | اوموت آتای      |
| آرما ۲              | ۲۰۲۰ |                 |

### تلویزیون
| سال       | عنوان                | نقش               |
| --------- | -------------------- | ----------------- |
| ۲۰۰۴–۲۰۰۷ | داماد خارجی          | کادیر سادیک‌ اوعلو |
| ۲۰۰۷–۲۰۰۸ | کاراییلان            | نیزیپلی هالیم     |
| ۲۰۰۸–۲۰۰۹ | اگر من یک بولوت باشم | مصطفی بولوت       |
| ۲۰۱۰–۲۰۱۲ | گناه فاطماگل چه بود؟ | کریم ایلگاز       |
| ۲۰۱۴–۲۰۱۵ | عشق پول سیاه         | عمر دمیر          |
| ۲۰۱۷      | تا حد مرگ            | داعهان سویسور     |
| ۲۰۱۹–۲۰۲۱ | دختر سفیر            | سانجار افه‌ اوعلو  |
| ٢٠٢٣      | نام من فرح           | طاهیر لکه سیز     |

### تئاتر
| عنوان          | سال  | نقش |
| -------------- | ---- | --- |
| موسیقی رمانتیک | ۲۰۰۷ | جتو |

## جوایز
| سال  | جایزه                                               | دسته بندی                                       | فیلم              | نتیجه     |
| ---- | --------------------------------------------------- | ----------------------------------------------- | ----------------- | --------- |
| 2006 | SIYAD Award                                         | خوش آتیه ترین بازیگر مرد                        | سرنوشت            | برنده     |
| 2007 | CASOD Award                                         | خوش آتیه ترین بازیگر مرد                        | سرنوشت            | برنده     |
| 2011 | Kadir Has University Most Special Names of the Year | خاص ترین بازیگر تلویزیونی مرد                   | گناه فاطماگل چیه؟ | برنده     |
| 2015 | Seoul International Drama Award                     | بهترین بازیگر مرد                               | پول سیاه عشق      | برنده     |
| 2015 | Golden Butterfly                                    | بهترین بازیگر مرد                               | پول سیاه عشق      | نامزد شده |
| 2015 | Golden Butterfly                                    | بهترین زوج تلویزیونی به همراه طوبی بویوک اوستون | پول سیاه عشق      | نامزد شده |
| 2015 | International Emmy Award                            | بهترین بازیگر مرد                               | پول سیاه عشق      | نامزد شده |
| 2015 | Uludag University Marconi Award                     | بهترین بازیگر تلویزیونی مرد                     | پول سیاه عشق      | برنده     |
| 2015 | Crystal Mouth Award                                 | بهترین بازیگر مرد                               | پول سیاه عشق      | برنده     |
| 2016 | Golden star                                         | بهترین بازیگر تلویزیونی مرد                     | پول سیاه عشق      | نامزد شده |
| 2017 | Golden Butterfly                                    | اعجاز آوران                                     | پول سیاه عشق      | برنده     |
| 2017 | Peru Latina Turkish Award                           | بهترین بازیگر مرد                               |                   | برنده     |
| 2019 | French Soap Award                                   | بهترین بازیگر مرد                               | گناه فاطماگل چیه؟ | نامزد شده |
| 2019 | Sadri Alisik Cinema Award                           | جایزه ویژه هیئت داوران آیهان ایشیک              |                   | برنده     |
| 2020 | International Izmir Film Festival                   | بهترین بازیگر مرد(فیلم سینمایی)                 | یک عشق دو زندگی   | نامزد شده |
| 2020 | International Izmir Film Festival                   | بهترین بازیگر مرد(سریال تلویزیونی)              | دختر سفیر         | برنده     |
| 2021 | Proud Award                                         | بهترین بازیگر مرد در سریالهای خارجی             | دختر سفیر         | نامزد شده |
| 2021 | Golden Butterfly                                    | بهترین بازیگر مرد                               | دختر سفیر         | نامزد شده |